# Kenny Elissonde
Kenny Elissonde (* 22. Juli 1991 in Longjumeau) ist ein französischer Radrennfahrer.

## Karriere
Elissonde, der 2008 französischer Juniorenmeister im Straßenrennen wurde, gewann im Erwachsenenbereich 2011 die Gesamtwertung sowie einen Abschnitt der U23-Etappenrennens Ronde de l’Isard. Ab August dieses Jahres fuhr er als Stagiaire bei Radsportteam Francaise des Jeux, wo er ab dem nächsten Jahr einen regulären Vertrag erhielt.
Im Jahr 2012 gewann er eine Etappe und die Punktewertung bei Paris–Corrèze.
Seinen größten bis dahin größten Erfolg feierte er als Solosieger der vorletzten Etappe der Vuelta a España 2013, einer Bergankunft auf dem Alto de Angliru.
Während der Vuelta a España 2016 führte er sechs Tage lang die Bergwertung an, verlor die Führung aber nach der 20. Etappe an Omar Fraile, der sich den Sieg in der Bergwertung mit einem Punkt vor ihm sicherte.

## Erfolge
2008
- Französischer Meister – Straßenrennen (Junioren)

2009
- zwei Etappen Tour du Valromey (Junioren)

2011
- Gesamtwertung und eine Etappe Ronde de l’Isard

2012
- eine Etappe und Punktewertung Paris–Corrèze

2013
- Nachwuchswertung Tour of Oman
- Nachwuchswertung Tour de l’Ain
- eine Etappe Vuelta a España

## Grand Tours-Platzierungen
| Grand Tour            | 2013 | 2014 | 2015 | 2016 | 2017 | 2018 | 2019 | 2020 | 2021 | 2022 | 2023 | 2024 |
| --------------------- | ---- | ---- | ---- | ---- | ---- | ---- | ---- | ---- | ---- | ---- | ---- | ---- |
| Giro d’ItaliaGiro     | –    | –    | 46   | –    | DNF  | 51   | –    | –    | –    | –    | –    | –    |
| Tour de FranceTour    | –    | –    | –    | –    | –    | –    | –    | 25   | 36   | –    | –    | –    |
| Vuelta a EspañaVuelta | 33   | DNF  | 16   | 20   | –    | –    | –    | DNF  | DNF  | 64   | 50   | DNF  |